# Tav
Tav (hebrejsky תָּו‎, znak ת) je dvacáté druhé a poslední písmeno hebrejské abecedy.

## Výslovnost
V moderní hebrejštině se obvykle tav čte jako neznělá alveolární ploziva [t].
Tav může též obsahovat dageš, ovšem v případě tav v moderní hebrejštině nijak nemění výslovnost. Výslovnost tav kolísá u jednotlivých slov.
V tradiční aškenázské výslovnosti hebrejštiny se tav bez dageš čte jako neznělá alveolární frikativa [s] a s vepsaným dageš se mění na plozivu.
V oblasti kolem Jemenu a u některých sefardských Židů se tav bez dageš čte jako neznělá dentální frikativa [θ].

## Číselný význam
V systému hebrejských číslic představuje tav číslovku 400. Jelikož je tav poslední písmeno, čísla od 500 výš se zapisují kombinací písmene tav a příslušného rozdílu (500 se zapíše jako ת״ק, tedy 400+100 atd.) Alternativně lze pro čísla 500–900 použít také koncových forem písmen kaf, mem, nun, pe, cade.
| Znak            | ת                 | ת                 | ﬨ                      | ﬨ                      | תּ                             | תּ                             |
| --------------- | ----------------- | ----------------- | ---------------------- | ---------------------- | ----------------------------- | ----------------------------- |
| Název v Unicodu | Hebrew letter tav | Hebrew letter tav | Hebrew letter wide tav | Hebrew letter wide tav | Hebrew letter tav with dagesh | Hebrew letter tav with dagesh |
| Kódování        | dec               | hex               | dec                    | hex                    | dec                           | hex                           |
| Unicode         | 1514              | U+05ea            | 64296                  | U+fb28                 | 64330                         | U+fb4a                        |
| UTF-8           | 215 170           | d7 aa             | 239 172 168            | ef ac a8               | 239 173 138                   | ef ad 8a                      |
| Číselná entita  | &#1514;           | &#x05ea;          | &#64296;               | &#xfb28;               | &#64330;                      | &#xfb4a;                      |